# Gary Mabbutt
Gary Vincent Mabbutt MBE (født 23. august 1961) er en tidligere engelsk professionel fodboldspiller, der har spillet mere end 750 kampe for Bristol Rovers og Tottenham Hotspur, og 16 landskampe for Englands landshold. Han spillede ofte central forsvar, men var en alsidig spiller, der også kunne arbejde på midtbanen. Han er far til Ray Mabbutt og bror til Kevin Mabbutt.

## Karriere
Mabbutt blev født i Bristol. Han er bedst kendt for sin 16 år hos Tottenham Hotspur, hvo han spillede fra 1982 til 1998, og han var anfører i 11 år fra 1987 til 1998.
Han blev en af de bedst kendte forsvarsspillere i engelsk fodbold i 1980'erne, hvor han først spillede for Bristol Rovers før han kom med i førstdivisionsklubben Tottenham Hotspur. Han blev holdkaptajn og vandt 16 landsholdskampe for England, og han scorede mod Jugoslavien i 1986.
Med Hotspurs vandt han UEFA Cup i 1984 og FA Cup i 1991 (som anfører). Under FA Cup Finalen 1987 mod Coventry City scorede han Hotspurs andet mål, der gav stillingen 2-1, men efter Coventry havde udlignet kom de ud i forlænget spilletid, og han lavede et selvmål, der gav Coventry sejren med stillingen 3-2. Dette gjorde ham til en folkehelt blandt Coventrys fans, og et fanmagasin har fået navnet Gary Mabbutt's Knee.

### Tilbagetrækning fra professionel fodbold
Mabbutt brækkede et ben på åbningsdagen af sæsonn 1996-97, og han kom ikke tilbage før sæsonen efter. Han trak sig tilbage fra sin professionelle karriere o 16 år på White Hart Lane. På dette tidspunkt var han klubbens næst længst aktive spiller. Hans sidste kamp med klubben var mod Southhampton på den sidste dag i sæsonen 1997-98.
Indsæt ikke-formateret tekst her